# Берти, Марио
Марио Берти (итал. Mario Berti; 1881, Специя, Лигурия — 1960, Специя, Лигурия) — итальянский военачальник, принимавший участие в Первой мировой войне, Гражданской войне в Испании и Второй мировой войне.

## Биография
Родился в городе Специя на территории современной Лигурии. Его семья была довольно обеспеченной, его отцу (родившемуся в Пистое) была подарена земля в Специи после экспедиции Тысячи генерала Джузеппе Гарибальди. Марио Берти никогда не был женат и не имел детей, но у него было два племянника и племянница, которые были его единственными наследниками.

## Военная карьера
На момент начала Первой мировой войны находился в Ливии, а в 1916 году был переброшен на фронт в Тренто. Участвовал в битве при Асиаго. Марио Берти был награжден британским орденом «За выдающиеся заслуги» из рук Уинстона Черчилля за действия в ходе Первой мировой войне.
В звании генерала был командиром 9-й пехотной дивизии «Пасубио», затем командовал 3-я кавалерийской дивизии «Принсипи Амедео Дука д’Аоста», а затем стал заместителем командующего Итальянским экспедиционным корпусом во время Гражданской войны в Испании в 1937 году. Впоследствии Марио Берти стал командиром Итальянского экспедиционного корпуса с конца 1937 по 1938 год во время Арагонской операции. С 1939 по 1940 год был командующим итальянским XV корпусом и стал главнокомандующим Итальянским экспедиционным корпусом по просьбе генерала Франсиско Франко.
В начале Второй мировой войны Марио Берти был начальником штаба сухопутных войск Италии. Однако, участие Италии в Гражданской войне в Испании истощили её ресурсы, что не позволило должным образом подготовиться к войне против Великобритании и Франции. Многие генералы, включая Марио Берти сообщили Бенито Муссолини о неготовности вооружённых сил к большой войне. В результате Берти был переведён на должность комиссара в Ливии, а на его место начальника штаба был назначен Родольфо Грациани.
Летом 1940 года Марио Берти сменил Франческо Гуиди на должности командующего 10-й итальянской армией в Ливии. 13 сентября 1940 года командовал 10-й армией во время итальянского вторжения в Египет. Остановившись в Сиди-Баррани из-за логистических проблем, Марио Берти развернул свои передовые части в ряде укрепленных опорных пунктов. Затем он начал работу над строительством дороги Виа Бальбо до Египта. Адольф Гитлер наградил Марио Берти Железным крестом.
Продолжение наступления Италии вглубь Египта было отложено из-за начала Итало-греческой войны. Наступление в Египте было перенесли на середину декабря. Однако, Марио Берти ушёл на больничный, а его должность временно занял Итало Гарибольди.
9 декабря 1940 года британский генерал Ричард О’Коннор начал операцию «Компас». 14 декабря Марио Берти вернулся в Северную Африку. Британские войска использовали бреши между итальянскими укреплёнными лагерями и за три дня смогли захватить или уничтожить почти всех итальянские блокпосты. 11 декабря 1940 года пал Сиди-Баррани. К 16 декабря 1940 года итальянцы были выбиты британцами из Египта. 23 декабря 1940 года на посту командующего 10-й армией Марио Берти был заменен генералом Джузеппе Теллерой, который затем погиб в бою 7 февраля 1941 года в Беда-Фомме.
8 сентября 1943 года Италия подписала перемирие со странами Антигитлеровской коалиции. Марио Берти уволился из армии. После окончания Второй мировой войны ему не были предъявлены обвинения, а также Марио Берти отказался свидетельствовать против Родольфо Грациани. Скончался в 1960 году в Специи.